# Schdenijewo
Schdenijewo (ukrainisch Жденієво; russisch Ждениево, slowakisch Žďeňovo/Ždeňová, ungarisch Szarvasháza) ist eine Siedlung städtischen Typs in der westlichen Ukraine in Oblast Transkarpatien nördlich der Stadt Swaljawa.

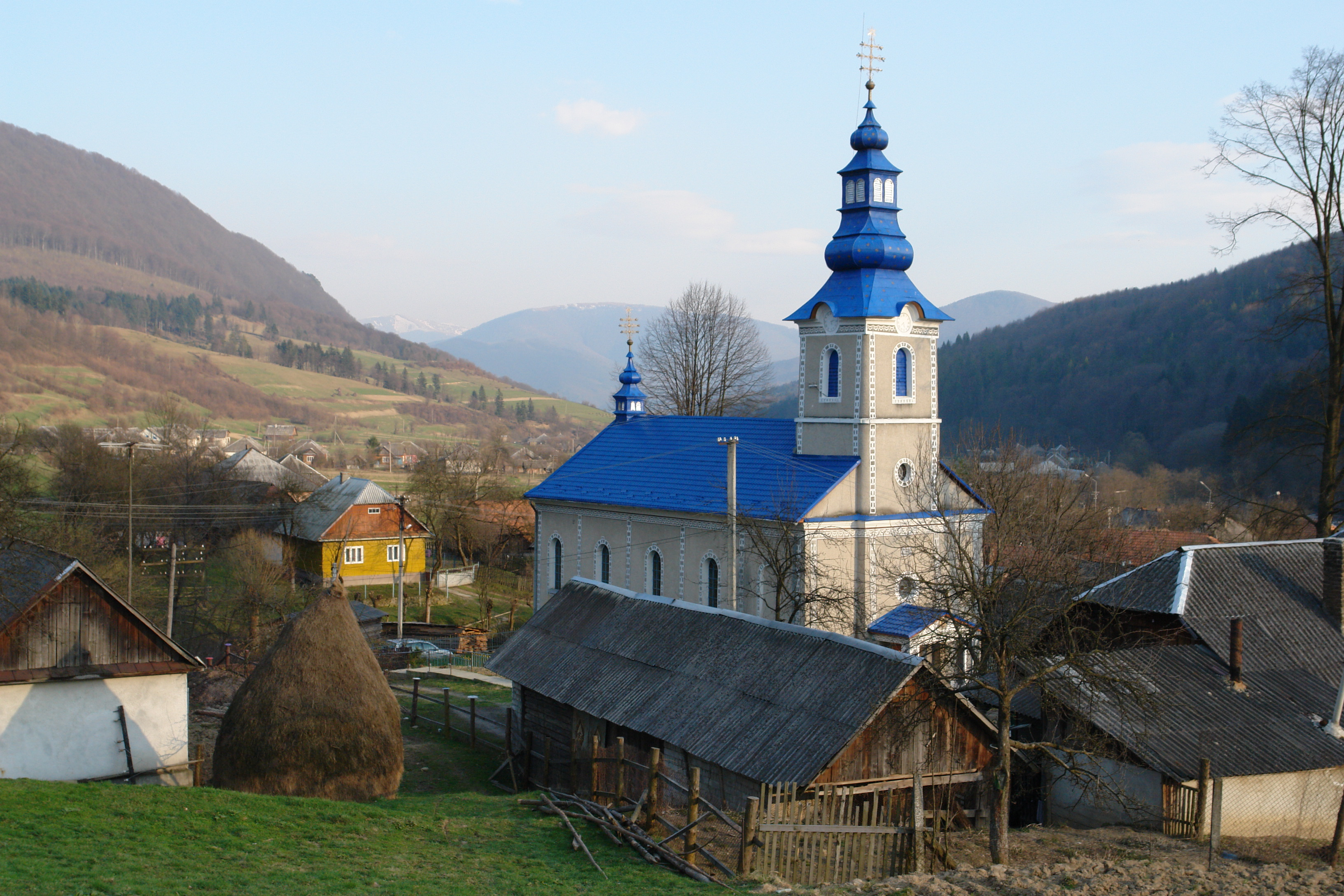
Kirche im Ort

## Geographie
Der etwa 1100 Einwohner zählende Ort liegt im Tal des Flüsschens Schdeniwka (Жденівка).
Am 12. Juni 2020 wurde die Siedlung städtischen Typs zusammen mit 10 umliegenden Dörfern zum Zentrum der neu gegründeten Siedlungsgemeinde Schdenijewo (Жденіївська селищна громада/Schdenijiwska selyschtschna hromada) im Rajon Mukatschewo. Bis dahin bildete sie zusammen mit dem Dorf Sbyny die Siedlungratsgemeinde Schdenijewo (Жденіївська селищна рада/Schdenijiwska selyschtschna rada) im Rajon Wolowez.
Folgende Orte sind neben dem Hauptort Schdenijewo ein Teil der Gemeinde:
| Name                     | Name              | Name                                       | Name                               | Name                         | Name    |
| ukrainisch transkribiert | ukrainisch        | russisch                                   | slowakisch                         | ungarisch                    | deutsch |
| ------------------------ | ----------------- | ------------------------------------------ | ---------------------------------- | ---------------------------- | ------- |
| Bukowez                  | Буковець          | Буковец                                    | Bukovec, Bukovce                   | Beregbárdos, Oroszbukóc      | -       |
| Jalowe                   | Ялове             | Ялово (Jalowo)                             | Jalové, Jalovo                     | Jávor, Jalova                | -       |
| Kitschernyj              | Кічерний          | Кичерный (Kitscherny)                      | Kyčerný, Kičorna                   | Nagycserjés, Kicserna        | -       |
| Paschkiwzi               | Пашківці          | Пашковцы (Paschkowzy)                      | Paškovce                           | Hidegrét, Páskóc             | -       |
| Perechresnyj             | Перехресний       | Перекрестный (Perekrestny)                 | Perechrestná                       | Pereháza, Perekraszna        | -       |
| Pidpolossja              | Підполоззя        | Подполозье (Podpolosje)                    | Podplazí, Pudpolozje               | Vezérszállás, Pudpolóc       | -       |
| Rostoka                  | Розтока           | Ростока                                    | Roztoka                            | Alsóhatárszeg, Nagyrosztoka  | -       |
| Schtscherbowez           | Щербовець         | Щербовец                                   | Šerbovec, Šerbovce                 | Beregsziklás, Serbóc         | -       |
| Sbyny                    | Збини             | Збыны                                      | Zbyny, Zbun                        | Izbolya, Zbún                | -       |
| Werchnja Hrabiwnyzja     | Верхня Грабівниця | Верхняя Грабовница (Werchnjaja Grabowniza) | Vyšné Hrabovnice, Vyžná Hrabovnica | Felsőgereben, Felsőhrabonica | -       |

## Geschichte
1910 lag der Ort im Königreich Ungarn im Komitat Bereg, die Einwohner waren in der Mehrzahl Ruthenen. Nach dem Ende des Ersten Weltkrieges kam er dann zur neu entstandenen Tschechoslowakei (als Teil der Karpatenukraine) und wurde nach dem Ende des Zweiten Weltkrieges an die UdSSR abgetreten. Es erhielt den ukrainischen Namen Schdenewe (Жденеве), am 23. Dezember 1992 wurde er dann auf den heutigen Namen geändert. 1981 erhielt der Ort dann den Status einer Siedlung städtischen Typs.